# Кліщ Йосип Леонтійович
Йосип Леонтійович Кліщ (Альбер; нар. 12 листопада 1915, селі Клішківці, нині Хотинського району Чернівецької області — загинув 2 липня 1943,  Кліші, паризький регіон) — діяч французького Руху Опору.

## Біографія
У 1935—1937 роках навчався в Бухарестському університеті. Вступив до Комуністичної партії Румунії. 1938 року емігрував до Франції, тоді ж вступив до Французької комуністичної партії. Після приєднання Північної Буковини до Радянської України став у квітні 1941 року радянським громадянином, але через перешкоди окупаційної влади у Франції не зміг повернутися в СРСР. 1942 року очолив інтернаціональний партизанський загін «Сталінград» у Парижі. Загинув у бою.